# Chloropteryx longipalpis
Chloropteryx longipalpis là một loài bướm đêm trong họ Geometridae.